# Сэвил, Джон, 1-й барон Сэвил из Понтефракта
Джо́н Сэ́вил, 1-й баро́н Сэ́вил из Понтефра́кта (англ. John Savile, 1st Baron Savile of Pontefract; 1556 — 31 августа 1630) — английский аристократ и государственный деятель, контролёр королевского двора (1627—1629).

## Биография
Джон Сэвил был сыном сэра Роберта Сэвила и его супруги Анны Хасси, дочери сэра Роберта Хасси и Анны Сэй. 
В 1586 году Джон был избран в парламент от города Линкольн, а с 1590 по 1591 год он занимал должность главного шерифа графства Линкольншир. В последующие годы он был членом парламента нескольких созывов, а также вместе со своим сыном состоял в оппозиции Томасу Уэнтуорту.
Джон Сэвил был сторонником герцога Бекингема, благодаря дружбе с которым был назначен контролёром королевского двора. 21 июля 1627 года был возведён в пэрское достоинство, получив титул барона Сэвил из Понтефракта. 
Скончался 31 августа 1630 года в возрасте 74 лет, был похоронен в церкви Бетли (Йоркшир).